# Ulrich Hochschild
Ulrich Hochschild (* 11. April 1949 in Karlsruhe) ist ein ehemaliger deutscher Diplomat. Er war deutscher Botschafter in Benin, Burkina Faso und Madagaskar.

## Leben
Ulrich Hochschild machte 1967 sein Abitur am Markgrafen-Gymnasium in Karlsruhe-Durlach und studierte anschließend Geschichtswissenschaft, Politikwissenschaft und Französisch auf Lehramt an der Ruprecht-Karls-Universität Heidelberg und der Universität der Provence Aix-Marseille I in Aix-en-Provence. Von 1974 bis 1978 war er Gymnasiallehrer am Goethe-Gymnasium Karlsruhe und am Gymnasium in Wörth am Rhein mit einer zweijährigen Unterbrechung zur Vorbereitung seiner Dissertation. Er promovierte 1981 an der Universität Heidelberg bei dem Historiker Werner Conze zum Thema Sozialdemokratie und Völkerbund. Die Haltung der SPD und S.F.I.O. zum Völkerbund von dessen Gründung bis zum deutschen Beitritt (1919 – 1926). Von 1980 bis 1982 absolvierte er einen Vorbereitungsdienst für den höheren Auswärtigen Dienst.
Ulrich Hochschild ist seit April 2015 verheiratet.

## Auswärtiger Dienst
Von 1982 bis 1984 arbeitete Ulrich Hochschild für das Auswärtige Amt, von 1984 bis 1988 für das Generalkonsulat in New York City und von 1988 bis 1991 für die deutsche Botschaft in Paris (dort bis Juli 1990 Referent im Rahmen des internationalen Beamtenaustausches). Von 1991 bis 1993 war er deutscher Botschafter in Cotonou, Benin. Von dort wechselte er in die Staatskanzlei Rheinland-Pfalz in Mainz, bei der er von 1993 bis 1995 tätig war. Von 1995 bis 1998 war er erneut beim Auswärtigen Amt, von 1998 bis 1999 bei der Organisation für Sicherheit und Zusammenarbeit in Europa (OSZE) in Sarajevo, 1999 für kurze Zeit erneut beim Auswärtigen Amt und von 1999 bis 2002 bei der Ständigen Vertretung bei der Westeuropäischen Union (WEU) in Brüssel, zuerst als Stellvertreter des Ständigen Vertreters Rolf Hofstetter und dann als Ständiger Vertreter. Von 2001 bis 2002 war er gleichzeitig Amtierender Leiter des Generalkonsulats in Toronto. Von 2002 bis 2005 war Hochschild unter Außenminister Joschka Fischer beim Auswärtigen Amt in Berlin Leiter eines Referats in der Abteilung Abrüstung und Rüstungskontrolle. Von 2005 bis 2011 war er deutscher Botschafter in Ouagadougou, Burkina Faso als Nachfolger von Mark-Ulrich von Schweinitz. Ulrich Hochschild engagierte sich dabei zum Beispiel für die Einrichtung eines Fußballinternates in Ouagadougo, welches mit Unterstützung des deutschen Bundesministeriums für wirtschaftliche Zusammenarbeit und Entwicklung, der Firma Adidas und dem ehemaligen Braunschweiger Torwart Johannes Jäcker aufgebaut wurde. Von August 2011 bis Januar 2013 war Ulrich Hochschild Leiter des Generalkonsulates in Straßburg. Von Februar 2013 bis Juni 2014 war er Botschafter in Madagaskar, sein Amtsbezirk umfasste auch die Komoren und Mauritius. Danach trat er in den Ruhestand.